# Walnut Ridge (Arkansas)
Walnut Ridge è una località degli Stati Uniti d'America, capoluogo della contea di Lawrence, nello Stato dell'Arkansas.